# Euhagena variegata
Euhagena variegata is een vlinder uit de familie wespvlinders (Sesiidae), onderfamilie Sesiinae.
Euhagena variegata is voor het eerst wetenschappelijk beschreven door Walker in 1865. De soort komt voor in het Oriëntaals gebied.